# گزلا
گزلا، روستایی از توابع بخش مرکزی شهرستان اردستان در استان اصفهان ایران است.

## جمعیت
این روستا در دهستان کچو قرار دارد و براساس سرشماری مرکز آمار ایران در سال ۱۳۸۵، جمعیت آن ۱۴ نفر (۴خانوار) بوده‌است.